# Wyantenock State Forest
Wyantenock State Forest ist ein State Forest im US-Bundesstaat Connecticut auf dem Gebiet der Gemeinden Warren, Kent und Cornwall. Der Forst ist der am wenigsten entwickelte State Forest in Connecticut ohne nennenswerte touristische Einrichtungen. Ursprünglich gehörten die Parzellen zum Mohawk State Forest.

## Geographie
Der Forst besteht aus neun verstreut liegenden Parzellen im Einzugsgebiet von Housatonic River und Shepaug River.
Die umliegenden Schutzgebiete sind Housatonic Meadows State Park, Mohawk Mountain State Park, Warren Woods Town Park, Lake Waramaug State Park, Iron Mountain Reserve, Pond Mountain Natural Area, Kent Falls State Park.
Zu den größten Erhebungen zählen  Woodbury Mountain (⊙, 460 m) und Peck Mountain (⊙, 454 m).